# Oberonia cavaleriei
Oberonia cavaleriei är en orkidéart som beskrevs av Achille Eugène Finet. Oberonia cavaleriei ingår i släktet Oberonia och familjen orkidéer. Inga underarter finns listade i Catalogue of Life.